# غنم عربي
الغنم العربي هو نوع من الأغنام المدجنة يتواجد في مناطق غرب إيران وجنوب العراق وشمال شرق السعودية يعرف بصوفه الكثيف ويتم تربيته بشكل أساسي لأجل لحمه وأيضاً يتم صنع الألبان من حليبه. كباش هذا الغنم يمتلك قرون فيما تفتقد النعاج لهذه القرون، تعود أصول هذا الغنم مضيق باب المندب وسواحل البحر الأحمر، ويعرف هذا الغنم بتحمله لحرارة الصيف العالية وأيضاً لبرودة الشتاء الكبيرة ما بين أعداده عقد 1990 و2000 زادت أعداده بشكل كبير. يكون لون صوفه غالباً باللون الأبيض مع وجود أسود وبني. يصل وزن الكبش البالغ منه ل53 كغم مع طول حوالي 81 سم فيما يكون وزن النعجة البالغة حوالي 38 كغم ويصل طولها إلى 71 سم، وزن الولادة للكبش يصل لحوالي 4.4 كغم وللنعجة 4.0 كغم.